# 信夫村 (福島県西白河郡)
信夫村（しのぶむら）は福島県西白河郡にかつて存在した村である。

## 地理
現在の白河市の北東部、大信村の東部に位置する。
村域は山がちな地形になっている。

## 歴史

### 村域の変遷
- 1889年（明治22年）4月1日 - 町村制施行により、増見村・町屋村・上新城村・中新城村・下新城村・豊地村が合併し西白河郡信夫村が発足。
- 1955年（昭和30年）4月10日 - 大屋村と合併し大信村が発足。同日信夫村廃止。
- 2005年（平成17年）11月7日 - 大信村が（旧）白河市・表郷村・東村と合併し白河市が発足。

変遷表
| 1868年 以前 | 1868年 以前 | 明治10年 | 明治22年 4月1日 | 昭和30年 4月10日 | 平成17年 11月7日 | 現在   |
| ----------- | ----------- | -------- | --------------- | ---------------- | ---------------- | ------ |
|             | 増見村      | 増見村   | 信夫村          | 大信村           | 白河市           | 白河市 |
|             | 町屋村      |          | 信夫村          | 大信村           | 白河市           | 白河市 |
|             | 上新城村    |          | 信夫村          | 大信村           | 白河市           | 白河市 |
|             | 中新城村    |          | 信夫村          | 大信村           | 白河市           | 白河市 |
|             | 下新城村    |          | 信夫村          | 大信村           | 白河市           | 白河市 |
|             | 飯土用村    | 豊地村   | 信夫村          | 大信村           | 白河市           | 白河市 |
|             | 大谷地村    | 豊地村   | 信夫村          | 大信村           | 白河市           | 白河市 |

## 大字
- 増見（ますみ）
- 町屋（まちや）
- 上新城（かみしんじょう）
- 中新城（なかしんじょう）
- 下新城（しもしんじょう）
- 豊地（とよち）

## 人口・世帯

### 人口
総数 [単位： 人]
| 1889年（明治22年） | 1,649 |
| 1920年（大正 9年） | 2,273 |
| 1935年（昭和10年） | 2,540 |
| 1947年（昭和22年） | 3,264 |

### 世帯
総数 [単位： 世帯]
| 1920年（大正 9年） | 497 |
| 1935年（昭和10年） | 511 |
| 1947年（昭和22年） | 523 |